# Marsenina ampla
Marsenina ampla är en snäckart som beskrevs av Addison Emery Verrill 1880. Marsenina ampla ingår i släktet Marsenina och familjen Lamellariidae. Inga underarter finns listade i Catalogue of Life.